# 10"/50 морско оръдие
10"/50 морско оръдие е 254 mm оръдие, разработено от британската компания „Викерс“ (на английски: Vickers). Прието на въоръжение от Руския императорски флот през 1908 г. С тези оръдия е въоръжен броненосния крайцер „Рюрик“ II на руския императорски флот. След това е произвеждано от Обуховския завод (Санкт Петербург) за замяна на разстреляните оригинални стволове на крайцера. Оръдията са на въоръжение през Първата световна война (1914 – 1918).

## Създаване
Общият проект за 10"/50 оръдие, разработен от Бринк, е предаден на „Викерс“ за изясняването на възможността за неговата адаптация към технологиите на компания, която пради това не е произвеждала тежки оръдия по приетата в руския флот конструкция – английската практика за скрепяване се основава на конструкция от тел, на която отдава своето предпочитение Британското Адмиралтейство, а в същото време в руското е приета системата за скрепяване на тежките оръдия с цилиндри и пръстени. Инженерите на фирмата разработват пет варианта на проект за оръдието, които се различават само по някои детайли на конструкцията, след което МТК утвърждава един от тях в качеството на основен.
Конструктивно оръдието следва традиционния за руската морска артилерия тип и, както и 10" модел от 1892 година, се състои от вътрешна тръба, крепена с два реда дълги цилиндри (първият върви до дулото, а вторият на 1/3 недостигащ до него на дължина), отгоре е наденат кожух. Нарезката, както и при 10"/45 прототип, е постоянна извивка, с ъгъл на наклона от 6°, хода на нарезите е равен на 30 калибра. Нарезната част е с дължина 10 249 мм и има 60 нареза (за 10"/45 оръдие – 68). Общата маса на ствола с 620-кг затвор съставлява 27 846 кг.